# Jay Cutler
Jay "Cuts" Cutler, właściwie Jason Isaac Cutler (ur. 3 sierpnia 1973 w Worcester) – amerykański kulturysta, członek federacji IFBB (International Federation of Bodybuilders). Czterokrotny zdobywca tytułu Mr. Olympia (w latach 2006, 2007, 2009, 2010).

## Życiorys

### Wczesne lata
Urodził się w Worcester w stanie Massachusetts jako najmłodszy z siedmiorga rodzeństwa. Jego ojciec był intendentem departamentu autostrad, a matka pracowała w finansach w bazie wojskowej. Dorastał z trzema starszymi braćmi i trzema starszymi siostrami w Sterling, na przedmieściach Worcester. Uczęszczał do Wachusett Regional High School. W latach 1991–1993 studiował system sprawiedliwości w Quinsigamond Community College. Zaczął trenować kulturystykę mając 18 lat. Pracował jako strażnik więzienny.

### Kariera
Po raz pierwszy w zawodach kulturystycznych wystartował w 1993 roku w rodzinnym Worcester. Zajął wówczas drugie miejsce. W roku 2002 postanowił wziąć udział w zawodach kulturystycznych „Arnold's Classic”, organizowanych przez Arnolda Schwarzeneggera. Wygrywał je trzy razy z rzędu w latach 2002–2004. 
Po swój pierwszy tytuł Mr. Olympia, Cutler sięgnął w roku 2006 wygrywając w finale z Ronniem Colemanem. Wyczyn ten powtórzył także w roku 2007, kiedy to w finale pewnie pokonał Dextera Jacksona. W 2008 nie udało mu się zdobyć tytułu Mr. Olympia po raz trzeci z rzędu. Przegrał z Dexterem Jacksonem. W roku 2009 wygrał natomiast z Brenchem Warrenem. W roku 2010 również wygrał, tym razem pokonując Phila Heatha. 
W 2011 roku na Mr. Olympia zajął drugą lokatę, przegrywając z Philem Heathem.
Wystąpił też w filmach dokumentalnych: Generation Iron (2013) i Generation Iron 2 (2017).
9 lipca 1998 w hotelu Rio w Las Vegas poślubił swoją dziewczynę Kerry. Później się rozwiedli.
Wymiary:
- wzrost: 175 cm
- obwód szyi: 50 cm
- obwód klatki: 150 cm
- obwód bicepsa: 57 cm
- obwód talii: 87 cm
- obwód uda: 79 cm
- obwód łydki: 51 cm

## Osiągnięcia
- 1992 Gold Gym Worcester, Massachusetts|Worcester Bodybuilding Championships – 2 miejsce
- 1996 NPC Nationals, 1 miejsce Heavyweight
- 1998 IFBB Night of Champions – 11 miejsce
- 1999 Arnold Schwarzenegger Classic – 4 miejsce
- 1999 IFBB Ironman Pro Invitational – 3 miejsce
- 1999 Mr. Olympia – 14 miejsce
- 2000 English Grand Prix – 2 miejsce
- 2000 Joe Weider's World Pro Cup – 2 miejsce
- 2000 Mr. Olympia – 8 miejsce
- 2000 Mr. Olympia Rome – 2 miejsce
- 2001 Mr. Olympia – 2 miejsce
- 2003 Mr. Olympia – 2 miejsce
- 2003 Russian Grand Prix – 2 miejsce
- 2003 GNC Show of Strength – 2 miejsce
- 2004 Mr. Olympia – 2 miejsce
- 2005 Mr. Olympia – 2 miejsce
- 2006 Mr. Olympia – 1 miejsce
- 2007 Mr. Olympia – 1 miejsce
- 2008 Mr. Olympia – 2 miejsce
- 2009 Mr. Olympia – 1 miejsce
- 2010 Mr. Olympia – 1 miejsce
- 2011 Mr. Olympia – 2 miejsce
- 2011 Sheru Classic – 2 miejsce
- 2013 Mr. Olympia – 6 miejsce

## Tytuły w kulturystyce
- 1993 NPC Iron Bodies Invitational – Teenage & Men's Middleweight
- 1993 NPC Teen Nationals – Middleweight
- 1995 NPC U.S. Tournament of Champions – Men's Middleweight and Overall
- 2000 IFBB Night of Champions
- 2002 Arnold Classic
- 2003 Arnold Classic
- 2003 Ironman Pro Invitational
- 2003 San Francisco Pro Invitational
- 2003 Dutch Grand Prix.
- 2003 British Grand Prix
- 2004 Arnold Classic
- 2006 Austrian Grand Prix
- 2006 Romanian Grand Prix
- 2006 Dutch Grand Prix
- 2006 Mr. Olympia
- 2007 Mr. Olympia
- 2009 Mr. Olympia
- 2010 Mr. Olympia

## Filmografia
- Jay Cutler – A Cut Above (Filmed in 1999, released in 2002)
- Jay Cutler – New Improved and Beyond (2004)
- Jay Cutler – Ripped to Shreds (2005)
- Jay Cutler – One Step Closer (2006)
- Jay Cutler – From Jay to Z (2008)
- Jay Cutler – Undisputed (2010)
- Jay Cutler – The Ultimate Beef: A Massive Life in Bodybuilding (2010)
- Jay Cutler – My House (2011)
- Jay Cutler – Living Large (2013)